# Saint-Alphonse (Manitoba)
Pour les articles homonymes, voir Saint Alphonse et Saint-Alphonse.
Saint-Alphonse est une petite communauté francophone située dans la province du Manitoba au Canada. Saint-Alphonse fait partie de la municipalité rurale de Lorne.
Le village de Saint-Alphonse fut fondé au début des années 1880 par des émigrants venus majoritairement de Belgique et quelques-uns du Québec. D'autres émigrants belges s'établirent plus au Nord et fondèrent le village de Bruxelles.
L'école de Saint-Alphonse ouvrit en 1883. Elle accueillait les enfants belges dont les deux tiers étaient Wallons et Bruxellois et un tiers d'origine flamande. La langue d'enseignement commune à tous les élèves était uniquement le français. En 1959, l'école de Saint-Alphonse regroupa les écoles francophones voisines (école La Grange, école Saint-Urbain, école Saint-Albert). En raison de la dépopulation des villages, l'école Saint-Alphonse ferma ses portes en 1996. Les enfants furent redirigés vers les établissements scolaires francophones de la ville voisine de Notre-Dame-de-Lourdes.